# Queijinhos Frescos
Os Queijinhos Frescos foram um grupo de música infanto-juvenil portuguesa.

## História
Os Queijinhos Frescos foram um grupo criado pela cantora Ana Faria no ano de 1984.
O grupo era constituído pelos três filhos de Heduíno Gomes e Ana Faria, nomeadamente: João Faria Gomes, o mais velho; Nuno Faria Gomes, o irmão "do meio"; e Pedro Faria Gomes, o mais novo.
Gravaram alguns discos para a editora CBS e obtiveram bastante sucesso na década de 1980 em Portugal.
Em 1984 foi editado o álbum Ana Faria e os Queijinhos Frescos que se seguiu ao grande sucesso da série de discos Brincando Aos Clássicos de Ana Faria.
No ano de 1985 lançaram o álbum discográfico Batem Corações. Lançam também o single com o tema do programa "Jornalinho" da RTP.
Em 1986 foi editada a compilação O Melhor dos Queijinhos Frescos.
O grupo acaba e formam o grupo Ultimatum que lança um último álbum discográfico.

## Discografia

### Singles
| Ano  | Nome                                       | Editora        | Formato        |
| ---- | ------------------------------------------ | -------------- | -------------- |
| 1985 | Jornalinho / Marcha dos Queijinhos Frescos | CBS (Portugal) | Disco de vinil |
| 1985 | Susana / Batem Corações                    | CBS (Portugal) | Disco de vinil |
| 1986 | Nikita / Tetravós                          | CBS (Portugal) | Disco de vinil |

### Álbuns a solo
| Ano  | Nome                              | Editora        | Formato        |
| ---- | --------------------------------- | -------------- | -------------- |
| 1984 | Ana Faria e os Queijinhos Frescos | CBS (Portugal) | Disco de vinil |
| 1985 | Batem Corações                    | CBS (Portugal) | Disco de vinil |
| 1986 | O Melhor dos Queijinhos Frescos   | CBS (Portugal) | Disco de vinil |